# Fińska Federacja Hokeja na Lodzie
Fińska Federacja Hokeja na Lodzie (fiń. Suomen Jääkiekkoliitto) – ogólnokrajowy związek sportowy działający na terenie Finlandii będący reprezentantem fińskiego hokeja na lodzie zarówno mężczyzn, jak i kobiet we wszystkich kategoriach wiekowych w kraju i zagranicą.

## Historia
Fińska Federacja Hokeja na Lodzie została utworzona w dniu 20 stycznia 1929 roku, a przyjęta w poczet członków Międzynarodowej Federacji Hokeja na Lodzie w dniu 10 lutego 1928 roku.

## Informacje
W federacji zarejestrowanych jest 29 593 zawodników, 5 950 zawodniczki, 38 607 młodzieży i 1 876 sędziów. Na terenie Finlandii rozlokowane są 263 lodowiska kryte i 33 lodowiska odkryte.

## Związki regionalne
Federacja podzielona jest na następujące regiony:
| Nazwa         | Siedziba     |
| ------------- | ------------ |
| Etelä         | Helsinki     |
| Häme          | Tampere      |
| Keskimaa      | Jyväskylä    |
| Kymi-Saimaa   | Lappeenranta |
| Lappi         | Rovaniemi    |
| Länsirannikko | Turku        |
| Pohjoinen     | Oulu         |
| Savo-Karjala  | Joensuu      |